# Lijst van Europarlementariërs voor BBB
Een overzicht van leden van het Europees Parlement voor de BoerBurgerBeweging (BBB).
| Europees Parlementslid | Begindatum   | Einddatum |
| ---------------------- | ------------ | --------- |
| Jessika van Leeuwen    | 16 juli 2024 |           |
| Sander Smit            | 16 juli 2024 |           |